# 112 – poliser
112 – poliser var en svensk dokumentärserie där man får följa polisens arbete en helt vanlig arbetsdag. Programmet är den första av två spinoff på 112 – på liv och död, den andra är 112 – luftens hjältar. Denna serie som hade premiär 21 mars 2011 i TV4 Plus spelades in i Västerås kommun, Sala kommun och Kristianstads kommun och följer tio poliser.